# Elimia macglameriana
Elimia macglameriana är en snäckart som först beskrevs av Goodrich 1936.  Elimia macglameriana ingår i släktet Elimia och familjen Pleuroceridae. IUCN kategoriserar arten globalt som utdöd. Inga underarter finns listade i Catalogue of Life.